# ميورا غورو
ميورا غورو (باليابانية: 三浦 梧楼. ولد في 1 يناير 1847 ومات في 28 يناير 1926) كان جنرالاً يحمل رتبة فريق في الجيش الياباني الإمبراطوري. كان ميورا مسؤولاً عن اغتيال الملكة مِن زوجة الملك غوجونغ ملك مملكة جوسون.